# Michael Blackwood
Michael Blackwood (Jamaica, 29 de agosto de 1976) es un atleta jamaicano, especialista en la prueba de 4 x 400 m, en la que ha logrado ser subcampeón mundial en 2001 y en 2003.

## Carrera deportiva
En el mundial de Edmonton 2001 ganó la plata en los relevos 4 x 400 m, tras Bahamas y por delante de Polonia.
Y en el Mundial de París 2003 ganó la medalla de plata de nuevo en los relevos 4 x 400 m, y la de bronce en los 400 metros, con un tiempo de 44.80 segundos, tras el estadounidense Tyree Washington (oro con 44.77 segundos) y el francés Marc Raquil (plata con 44.79 segundos).